# Renovación Española
Renovación Española (RE) fue un partido político español de ideología monárquica y derechista que existió durante el período de la Segunda República. Jugó un importante papel en los meses previos a la guerra civil española.

## Historia
El grupo se formó en enero de 1933 después de que Antonio Goicoechea y algunos de sus seguidores se separaran de Acción Popular, tras recibir la aprobación del antiguo rey Alfonso XIII para formar un nuevo partido. No obstante, inicialmente RE mantuvo buenas relaciones con los carlistas y trató de colaborar con ellos en diversas conspiraciones antirrepublicanas. Incluso antes de la Guerra Civil el partido estuvo vinculado a la Falange de José Antonio Primo de Rivera, contribuyendo con el pago de un subsidio mensual de 10 000 pesetas. De hecho, hubo casos de doble militancia como Romualdo de Toledo, diputado de la Comunión Tradicionalista y miembro de la dirección de Renovación Española.
RE se definía como un partido monárquico, defensor del legado de Alfonso XIII. A pesar de tener una pequeña representación en las Cortes, su importancia se debía a que representaba los intereses de las clases altas, entre ellas la todavía pujante aristocracia de la época. Además, recogía parte de la herencia del maurismo. Dentro de las huestes alfonsinas convivieron dos tendencias internas: una vertiente conservadora autoritaria, encabezada por Antonio Goicoechea, y otra que bebía en mayor medida que la anterior de los movimientos europeos de extrema derecha totalitaria del momento, que, desde 1934, lideraría José Calvo Sotelo.

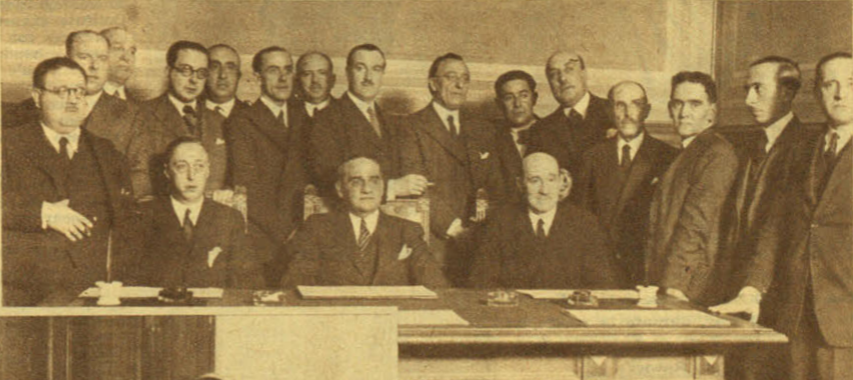
Constitución de la oficina electoral denominada Tradicionalistas y Renovación Española (TYRE). Sentado en el centro Antonio Goicoechea, flanqueado por el conde de Rodezno y Víctor Pradera. Detrás, entre otros, el conde de Vallellano y Ramiro de Maeztu. A la izquierda de la fotografía, Pedro Sainz Rodríguez.

El partido fue liderado en un principio por Antonio Goicoechea, hasta que en 1934 el político derechista José Calvo Sotelo regresó del exilio e ingresa en Renovación Española. La formación fue derivando, con el tiempo, hacia un neotradicionalismo contrarrevolucionario influido por la Acción Francesa, que pretendía influir culturalmente en la sociedad para facilitar un golpe de Estado desde el gobierno o a través del Ejército. Calvo Sotelo —político con mayor carisma que Goicoechea—, que había conseguido acta de diputado ya en las elecciones de noviembre de 1933, con su verbo fácil y sus incisivas invectivas contra el gobierno republicano en las Cortes se convirtió en el líder natural de la derecha española. Propuso la creación de un "Bloque Nacional", en la intención de unir a las derechas tras su ideario, pero solo consiguió la adhesión de los albiñanistas y los carlistas, con los que ya había constituido en marzo de 1933 una oficina electoral denominada Tradicionalistas y Renovación Española (TYRE). 
Desde el sector más radical del partido, liderado por Calvo Sotelo, que estaba estrechamente vinculado a la revista Acción Española, se aspiraba a la abdicación de Alfonso XIII en su hijo Juan de Borbón con el fin de favorecer la unificación de las fuerzas monárquicas en torno a un programa neotradicionalista. RE estuvo íntimamente ligada con la asociación derechista Unión Militar Española (UME), que jugó un importante papel en la planificación del golpe de Estado que llevaría a la guerra civil.

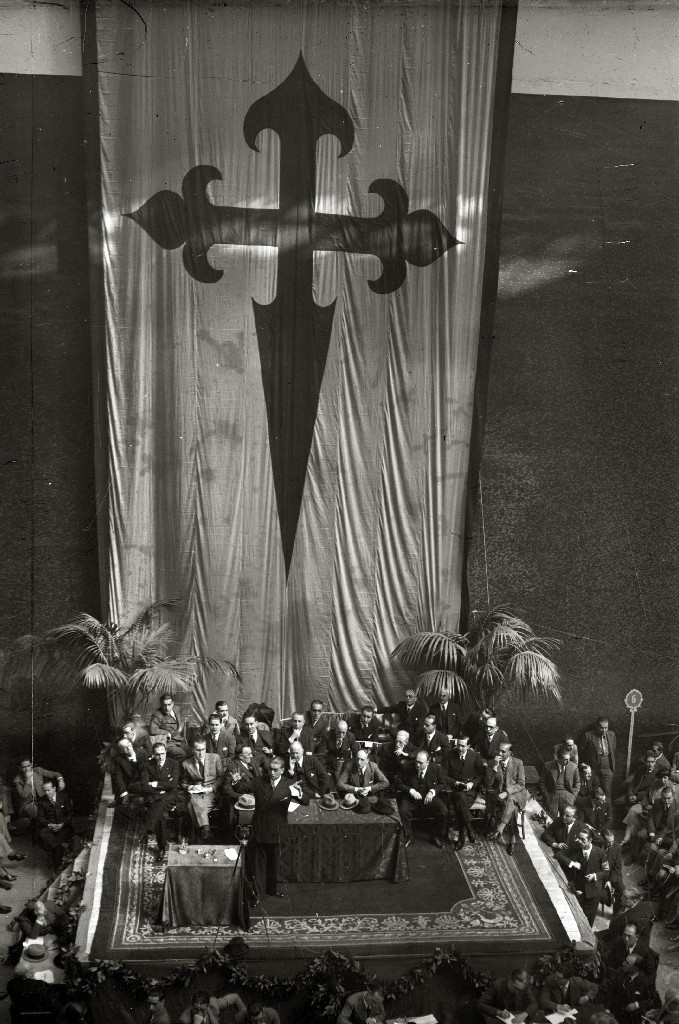
Mitin de José Calvo Sotelo en el frontón Urumea de San Sebastián en 1935.

A mediados de la década de 1930 la derecha más extrema, ante el gobierno posibilista en el que está integrado José María Gil-Robles, fue escorándose hacia la figura de Calvo Sotelo, quien, a pesar de convertirse en uno de los nuevos líderes de la derecha, no capitalizó inicialmente este factor. El 11 de agosto de 1935 Renovación Española organizó una misa en la Iglesia de Jesús de Madrid por las víctimas de los sucesos de agosto, víctimas que en principio pertenecían a Falange.

#### Elecciones Generales de 1936
Para las elecciones de febrero de 1936 algunas fuerzas de la derecha se organizaron bajo la coalición del Frente Nacional Contrarrevolucionario, pero este proyecto electoral no cuajó en todas las circunscripciones electorales y por tanto la unión de la derechas no fue unánime en todo el país como había ocurrido en 1933 (que era una de las exigencias del partido). Por ello, Renovación Española se presentó en varias circunscripciones en solitario o con los tradicionalistas bajo el nombre de "Bloque Nacional".
Después de la victoria electoral del Frente Popular, Calvo Sotelo se convirtió en la principal figura de las fuerzas de la derecha, a pesar del modesto éxito electoral obtenido por Renovación Española en las elecciones. El asesinato de Calvo Sotelo volvió a dejar a Goicoechea como el principal líder de Renovación Española.
Las Juventudes de Renovación Española, conocidas como «boinas verdes», participaron en el alzamiento militar junto con militares, requetés y falangistas, combatiendo en el bando sublevado. Posteriormente los monárquicos alfonsinos se integraron directamente en el Requeté, que pasó a ser la milicia de todos los monárquicos.
Al igual que otros partidos y movimientos políticos, RE desapareció tras la aprobación del decreto de Unificación y la formación de Falange Española Tradicionalista y de las Juntas de Ofensiva Nacional Sindicalista (FET y de las JONS).

## Personalidades
Entre sus diputados en las Cortes, además de José Calvo Sotelo, Ramiro de Maeztu y Antonio Goicoechea, se encontraban el Conde de Vallellano, Honorio Maura Gamazo, Francisco Roa de la Vega, Pedro Sainz Rodríguez y Andrés Rebuelta Melgarejo. Manuel de Semprún y Alzurena fue vicepresidente del partido y Luis María de Zunzunegui y Moreno secretario general.

## Resultados electorales
| Comicios | Cabeza de lista    | % de votos | # de escaños obtenidos | +/– | Notas                                               |
| -------- | ------------------ | ---------- | ---------------------- | --- | --------------------------------------------------- |
| 1933     | José Calvo Sotelo  | 3.0%       | 14/473                 | -   | Dentro de la coalición «Unión de Derechas».         |
| 1936     | Antonio Goicoechea | 2.5%       | 12/473                 | 2   | Dentro del «Frente Nacional Contrarrevolucionario». |